# Vorderkaserklamm
De Vorderkaserklamm is een in de ijstijd ontstaande kloof nabij Sankt Martin bei Lofer in de Oostenrijkse deelstaat Salzburg.
De Vorderkaserklamm is 400 meter lang en 80 meter diep en heeft een breedte tussen 80 centimeter onder in de kloof en 6 meter bovenin. Er bevinden zich 51 houten loopbruggen met 35 trappen met in totaal 373 treden.
De kloof was voor het eerst te bezoeken in 1882 en werd in 1977 uitgeroepen tot natuurmonument. De kloof is ontstaan door de Ödenbach die zich in de duizenden jaren door het kalksteen heeft gesneden. Tegenwoordig wordt de kloof elk jaar nog 6 millimeter breder.
De kloof, die gelegen is in een natuurgebied, is goed ingesteld op toeristen. Zo vindt men er een restaurant, een natuurleerpad en nog een aantal mooie wandelroutes. Voor de kloof moet toegangsgeld worden betaald waar de houten bruggen in de kloof van kunnen worden onderhouden. De kloof kan gratis worden bezocht met een Salzburger Saalachtal karte en ook kan men de kloof bezoeken met een combinatiekaart waarmee men ook de Seisenbergklamm in Weißbach bei Lofer en het Lamprechtshöhle kan bezoeken.